# رود تاودا
 رود تاودا رودی است به Tobol River می‌ریزد. این رود از کشور روسیه می‌گذرد.